# プリンスアイスワールド

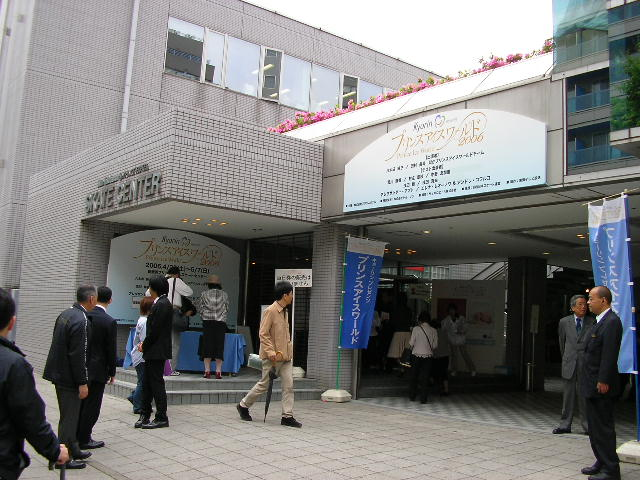
横浜公演開催中の新横浜プリンスホテルスケートセンター

プリンスアイスワールド（Prince Ice World）は、1978年に始まった日本初のアイスショー。主催は株式会社ブルーミューズ。男女約30名からなるプリンスアイスワールドチームによるグループ演技が特徴。

## 概要
歴史

1978年　佐野稔を中心に約50名のスケーターにより日本初のアイスショー「VIVA! ICE WORLD」が品川スケートセンターで開催

1985年　東京、京都、福岡、名古屋、札幌での全国公演

1988年　「プリンスアイスワールド」に改称

1993年　フジテレビが制作を担当

2000年　東海テレビ放送が制作を担当

2002年　外国人スケーターをゲストとして公演に招聘

2007年　台湾での海外公演

2014年　株式会社プリンスホテルが制作を担当

2021年　主催者変更、株式会社ブルーミューズが主催

## 開催地（2002年度以降）
2014年度以降
| 都道府県 ・国名 | 会場名 （所在地）                           | 2014 | 2015 | 2016 | 2017 | 2018 | 2019 | 2020  | 2021 | 2022 | 2023 | 2024 | 2025 |
| --------------- | ------------------------------------------- | ---- | ---- | ---- | ---- | ---- | ---- | ----- | ---- | ---- | ---- | ---- | ---- |
| 北海道          | 札幌市月寒体育館 （札幌市）                 |      |      |      |      |      | ○    |       |      |      |      |      |      |
| 青森県          | テクノルアイスパーク八戸 （八戸市）         | ○    | ○    | ○    |      | ○    |      |       |      |      |      |      |      |
| 宮城県          | ゼビオアリーナ仙台 （仙台市）               |      |      |      |      |      |      | 中止※ |      |      |      |      |      |
| 栃木県          | 栃木県立日光霧降アイスアリーナ （日光市）   |      |      |      | ○    |      |      |       |      |      |      |      |      |
| 東京都          | ダイドードリンコアイスアリーナ （西東京市） | ○    | ○    | ○    | ○    | ○    | ○    |       | ○    | ○    | ○    | ○    |      |
| 神奈川県        | 新横浜スケートセンター （横浜市）           | ○    | ○    | ○    | ○    | ○    | ○    | 中止※ | ○    | ○    | ○    | ○    | ○    |
| 長野県          | 長野市若里多目的スポーツアリーナ （長野市） |      |      |      |      | ○    |      |       |      |      |      |      |      |
| 滋賀県          | 滋賀県立アイスアリーナ （大津市）           |      |      |      |      | ○    |      |       |      |      | ○    |      |      |
| 広島県          | 広島ビッグウェーブ （広島市）               |      |      |      |      |      | ○    |       |      |      |      |      |      |
| 広島県          | 広島サンプラザホール （広島市）             |      |      |      |      | ○    |      |       |      |      |      |      |      |
| 佐賀県          | SAGAアリーナ （佐賀市）                     |      |      |      |      |      |      |       |      |      | ○    |      |      |
| 長崎県          | HAPPINESS ARENA （長崎市）                  |      |      |      |      |      |      |       |      |      |      | ○    |      |
| 大分県          | ビーコンプラザ （別府市）                   |      |      | ○    |      |      |      |       | ○    |      |      |      |      |
| 熊本県          | アクアドームくまもと （熊本市）             |      |      | ○    |      |      | ○    |       |      |      |      |      |      |
| 鹿児島県        | 鹿児島アリーナ （鹿児島市）                 |      | ○    |      | ○    |      |      |       |      |      |      | ○    |      |

※新型コロナウイルス感染症の流行により中止

2002年度 - 2013年度
| 都道府県 ・国名 | 会場名 （所在地）                                             | 2002 | 2003 | 2004 | 2005 | 2006 | 2007 | 2008 | 2009 | 2010 | 2011 | 2012 | 2013 |
| --------------- | ------------------------------------------------------------- | ---- | ---- | ---- | ---- | ---- | ---- | ---- | ---- | ---- | ---- | ---- | ---- |
| 北海道          | 札幌市月寒体育館 （札幌市）                                   | ○    | ○    | ○    |      | ○    | ○    | ○    |      |      |      |      |      |
| 北海道          | 釧路アイスアリーナ （釧路市）                                 |      |      |      |      |      | ○    |      |      |      |      |      |      |
| 北海道          | 帯広の森アイスアリーナ （帯広市）                             |      |      |      |      | ○    |      |      |      |      |      |      |      |
| 青森県          | 青森県営スケート場 （青森市）                                 |      |      |      |      | ○    |      |      |      |      |      |      |      |
| 青森県          | テクノルアイスパーク八戸 （八戸市）                           |      |      |      |      |      |      |      |      | ○    | ○    |      | ○    |
| 岩手県          | 盛岡市アイスアリーナ （盛岡市）                               | ○    | ○    | ○    |      |      | ○    |      |      |      |      |      |      |
| 茨城県          | 笠松運動公園屋内水泳プール兼アイススケート場 （ひたちなか市） |      |      |      |      | ○    | ○    | ○    | ○    | ○    |      |      | ○    |
| 東京都          | ダイドードリンコアイスアリーナ （西東京市）                   | ○    | ○    | ○    |      | ○    | ○    | ○    | ○    | ○    | ○    | ○    | ○    |
| 神奈川県        | 新横浜スケートセンター （横浜市）                             | ○    | ○    | ○    | ○    | ○    | ○    | ○    | ○    | ○    | ○    | ○    | ○    |
| 石川県          | 金沢市総合体育館 （金沢市）                                   |      |      |      |      |      |      | ○    |      | ○    |      |      |      |
| 長野県          | 長野市若里多目的スポーツアリーナ （長野市）                   | ○    | ○    | ○    |      |      |      |      |      |      |      |      |      |
| 愛知県          | 邦和スポーツランド （名古屋市）                               | ○    | ○    | ○    |      |      |      |      |      |      |      |      |      |
| 愛知県          | アクアリーナ豊橋 （豊橋市）                                   |      |      |      |      | ○    | ○    |      | ○    |      |      | ○    |      |
| 愛知県          | スカイホール豊田 （豊田市）                                   |      |      |      |      |      |      | ○    |      |      |      |      |      |
| 愛知県          | 岡崎中央総合公園総合体育館 （岡崎市）                         |      |      |      |      |      |      |      |      | ○    | ○    |      |      |
| 愛知県          | 愛・地球博記念公園 （長久手市）                               |      |      |      |      |      |      |      |      |      |      |      | ○    |
| 滋賀県          | 滋賀県立アイスアリーナ （大津市）                             | ○    | ○    | ○    |      | ○    | ○    | ○    |      |      |      |      |      |
| 京都府          | 京都アクアリーナ （京都市）                                   | ○    | ○    | ○    |      |      |      |      |      |      |      |      |      |
| 大阪府          | なみはやドーム （門真市）                                     | ○    | ○    | ○    |      |      |      |      |      |      |      |      |      |
| 広島県          | 広島ビッグウェーブ （広島市）                                 | ○    | ○    | ○    |      | ○    | ○    |      |      |      |      |      |      |
| 福岡県          | パピオアイスアリーナ （福岡市）                               | ○    | ○    | ○    |      |      |      |      |      |      |      |      |      |
| 福岡県          | 福岡国際センター （福岡市）                                   |      |      |      |      |      |      | ○    |      |      |      |      |      |
| 福岡県          | 北九州プリンスホテルプリンスアリーナ （北九州市）             | ○    | ○    | ○    |      |      |      |      |      |      |      |      |      |
| 台湾            | 台北アリーナスケートセンター （台北市）                       |      |      |      |      |      | ○    |      |      |      |      |      |      |

## キャスト
括弧内の数字は開催年度
- 荒川静香（2007 - 2024、ただし2014は産休）
- 本田武史（2007 - 2023）

## プリンスアイスワールドチーム
括弧内の数字は開催年度

2024年度メンバー

女性
- 松永幸恵（2006 - 2024）
- 佐々木優衣（2010 - 2024）
- 松本玲佳（2013 - 2024）
- 浅見琴葉（2015 - 2024）
- 河野有香（2015 - 2024）
- 中西樹希（2016 - 2024）
- 小川真理恵（2017 -2024）
- 神林陽南乃（2021 - 2024）
- 白神伶菜（2021 - 2024）
- 三澤日向子（2021 - 2024）
- 松原茜（2022 - 2024）
- 望月美玖（2022 - 2024）
- 白神瑠菜（2021、2023-2024）
- 高橋美葉（2018、2023-2024）
- 植杉梨南（2024）
- 久保涼音（2024）

男性
- 小林宏一（2010 - 2024）
- 小沼祐太（2016 - 2024）
- 吉野晃平（2017 - 2024）
- 小平渓介（2018 - 2024）
- 本田宏樹（2018 - 2024）
- 中野耀司（2020 - 2024）
- 唐川常人（2021 - 2024）
- 松村成（2016 - 2022、2024）
- 佐藤由基（2024）

### 過去のメンバー
女性
- 福原美和（1978 - ）
- 佐藤久美子（1981 - ）
- 佐藤紀子（1985 - ）
- 伊藤みどり（1992 - 2002）
- 佐藤有香（1994 - ）
- 八木沼純子（1995 - 2013）
- 横谷花絵（1999 - 2000）
- 川崎由紀子（ - 2005）
- 恩田美栄（2007 - 2008）
- 太田由希奈（2009 - 2015）

- 数馬田香奈子（ - 2007）
- 今井花絵（ - 2007）
- 大石昌代（ - 2007）
- 川原舞子（ - 2007）
- 西村明江（ - 2009）
- 戸谷香（ - 2009）
- 味口恵理子（2006 - 2009）
- 川嶋百恵（2011）
- 三木遥（2011）
- 青谷いずみ（1991 - 2012）

- 岳野晴佳（2001 - 2012）
- 正田かれん（2012）
- 田守理那（2007 - 2013）
- 上林小百合（2010 - 2014）
- 澤山璃奈（2011 - 2014）
- 中家佐奈（2013 - 2014）
- 田川百合香（2013 - 2014）
- 高井朋子（1998 - 2015）
- 坂頂みなみ（2007 - 2015）
- 加藤茉紗実（2007 - 2015）

- 石崎亜沙美（2008 - 2015）
- 西田美和（1990 - 2016）
- 佐藤恭子（1999 - 2016）
- 春木満寿美（2004 - 2016）
- 晝岡倫代（2014 - 2016）
- 伊藤瑳良（2014 - 2016）
- 田守由英（2009 - 2018）
- 小山渚紗（2018）
- 佐々木理紗（2014 - 2019）
- 清水麻由（2014 - 2019）

- 伊藤高菜（2017 - 2019）
- 松村純子（2009 - 2020）
- 瀬尾茜（2010 - 2020）
- 斉藤由姫（2018 - 2020）
- 上地悠理花（2019 - 2021）
- 榎並志世子（2020 - 2021）
- 坪田佳子（2015 - 2022）
- 西村桂（2016 - 2022）
- 五戸桃代（2014 - 2023）

男性 
- 佐野稔（1978 - 1995）
- 佐藤信夫（1978 - ）
- 松村充（1983 - 2002）
- 高橋忠之（1985 - ）
- 鍵山正和（1994 - 2005）
- 田村岳斗（2004 - 2006）
- 小泉仁（ - 2005）
- 津留豊（ - 2005）
- 上村秀夫（ - 2006）
- 関徳武（2009）

- 栗村裕太（2007 - 2009）
- 大島淳（1994 - 2011）
- 森山直樹（ - 2011）
- 中田誠人（2008 - 2011）
- 薄田隆哉（1998 - 2012）
- 松橋浩幸（1997 - 2012）
- 新海俊清（2001 - 2012）
- 南里康晴（2011 - 2013）
- 鈴木誠一（1999 - 2014）
- 田中総司（2006 - 2016）

- 船橋篤司（2006 - 2016）
- 蝦名秀太（2007 - 2016）
- 新井亮（2004 - 2017）
- 駒場幸大（2012 - 2017）
- 橋本誠也（2014 - 2017）
- 笹原景一朗（2020）
- 中島将貴（2017 - 2022）

ペア 
- エレーナ・レオノワ&アンドレイ・コワルコ
- フィオナ･ザルドゥア&ドミトリー・スハノフ（2009 - 2014）

## ゲスト
括弧内の数字は開催年度

外国人ゲスト
- ハビエル・フェルナンデス（2023）
- エフゲニー・プルシェンコ（2006、2010、2012、2017 - 2019）
- ネイサン・チェン（2019）
- デニス・テン（2013、2017）
- ブライアン・ジュベール（2013）
- イリヤ・クーリック（2006 - 2007）
- アレクサンドル・アプト（2006）

日本人ゲスト
- 安藤美姫（2004 - 2007、2011 - 2019、2021、2023）
- 織田信成（2006 - 2007、2010 - 2011、2013 - 2019、2021、2023 - 2024）
- 田中刑事（2015 - 2019、2021 - 2024）
- 宇野昌磨（2015 - 2019、2021 - 2024)
- 樋口新葉（2015 - 2019、2021 - 2024）
- 本田真凜（2016 - 2019、2021 - 2024）
- 本田望結（2016 - 2019、2021 - 2023）
- 山本草太（2016、2019、2023 - 2024）
- 友野一希（2017 - 2019、2021 - 2023）
- 鍵山優真（2021 - 2024）
- 三浦佳生（2021 - 2024）
- 佐藤駿（2024）
- 住吉りをん（2021 - 2023）
- 中田璃士（2021 - 2024）
- 大島光翔（2022 - 2023）
- 髙橋大輔＆村元哉中（2023 - 2024）
- 中井亜美（2023）
- 三原舞依（2017 - 2018、2022）
- 紀平梨花（2021 - 2022）
- 村上佳菜子（2010 - 2019、2021）
- 本田紗来（2016 - 2019、2021）
- 髙橋大輔（2006 - 2008、2010 - 2014、2016、2018 - 2019）
- 小塚崇彦（2008 - 2015、2017 - 2019）
- 山下真瑚（2019）
- 壷井達也（2019）
- 町田樹（2007、2011 - 2018）
- 村上大介（2015 - 2016、2018）
- 本郷理華（2015 - 2016、2018）
- 佐藤洸彬（2015 - 2016、2018）
- 坂本花織（2017 - 2018）
- 本田太一（2017 - 2018）

- 須本光希（2018）
- 無良崇人（2009、2013 - 2017）
- 鈴木明子（2007、2009 - 2016）
- 今井遥（2013、2015 - 2016）
- 永井優香（2015 - 2016）
- 島田高志郎（2016、2024）
- 三宅星南（2016）
- 川原星（2016）
- 浅田真央（2006、2008、2010 - 2014）
- 羽生結弦（2011、2012、2014）
- 庄司理紗（2012 - 2014）
- 佐々木彰生（2013）
- 田村岳斗（2010 - 2011、2013）
- 村主千香（2009 - 2012）
- 伊藤みどり（2009、2011）
- 村主章枝（2006 - 2009、2011）
- 武田奈也（2007 - 2010）
- 浅田舞（2006、2008 - 2010）
- 柴田嶺（2007 - 2008、2010）
- 中野友加里（2006 - 2009）
- 中庭健介（2007 - 2008）
- 小林宏一（2008）
- 南里康晴（2008）
- 太田由希奈（2004、2008）
- 荒川静香（2003 - 2006）
- 本田武史（2003 - 2006）
- 恩田美栄（2006）
- 勅使川原郁恵（2006）
- 曾根美樹（2006）
- 澤田亜紀（2004）

### 過去のゲスト
- アレクセイ・ヤグディン
- アレクセイ・ウルマノフ
- スティーブン・カズンズ
- ブライアン・オーサー
- イリヤ・クリムキン
- ヨゼフ・サボフチク
- イリーナ・ロバチェワ ＆ イリヤ・アベルブフ
- マルガリータ・ドロビアツコ ＆ ポヴィラス・ヴァナガス
- オクサナ・カザコワ ＆ アルトゥール・ドミトリエフ